# Maratona aquática no Campeonato Mundial de Esportes Aquáticos de 2011
Os eventos da maratona aquática no Campeonato Mundial de Esportes Aquáticos de 2011 ocorreram entre 19 e 23 de julho na praia de Jinshan, distrito de Xangai.

## Calendário
| Julho             | 16 | 17 | 18 | 19 | 20 | 21 | 22 | 23 | 24 | 25 | 26 | 27 | 28 | 29 | 30 | 31 | T |
| ----------------- | -- | -- | -- | -- | -- | -- | -- | -- | -- | -- | -- | -- | -- | -- | -- | -- | - |
| Maratona aquática |    |    |    | 1  | 1  | 1  | 2  | 2  |    |    |    |    |    |    |    |    | 7 |

## Eventos
| Prova           | Dia         |
| --------------- | ----------- |
| 10 km feminino  | 19 de julho |
| 10 km masculino | 20 de julho |
| 5 km por equipe | 21 de julho |
| 5 km masculino  | 22 de julho |
| 5 km feminino   | 22 de julho |
| 25 km masculino | 23 de julho |
| 25 km feminino  | 23 de julho |

## Quadro de medalhas
| Ordem | País           | Ouro | Prata | Bronze |    |
| 1     | Alemanha       | 1    | 2     | 1      | 4  |
| 2     | Grécia         | 1    | 1     | 1      | 3  |
| 3     | Estados Unidos | 1    |       | 1      | 2  |
| 4     | Brasil         | 1    |       |        | 1  |
| 4     | Bulgária       | 1    |       |        | 1  |
| 4     | Grã-Bretanha   | 1    |       |        | 1  |
| 4     | Suíça          | 1    |       |        | 1  |
| 8     | Rússia         |      | 1     | 2      | 3  |
| 9     | Itália         |      | 1     | 1      | 2  |
| 10    | Austrália      |      | 1     |        | 1  |
| 10    | França         |      | 1     |        | 1  |
| 12    | Hungria        |      |       | 1      | 1  |
| TOTAL | TOTAL          | 7    | 7     | 7      | 21 |

## Medalhistas
Masculino
| Evento         | Ouro                    | Ouro      | Prata                   | Prata     | Bronze               | Bronze    |
| 5 km detalhes  | GER Thomas Lurz         | 56:16.2   | GRE Spyridon Gianniotis | 56:17.4   | RUS Evgeny Drattsev  | 56:18.5   |
| 10 km detalhes | GRE Spyridon Gianniotis | 1:54:24.7 | GER Thomas Lurz         | 1:54:27.2 | RUS Sergey Bolshakov | 1:54:31.8 |
| 25 km detalhes | BUL Petar Stoychev      | 5:10:39.8 | RUS Vladimir Dyatchin   | 5:11:15.6 | HUN Csaba Gercsak    | 5:11:18.1 |

Feminino
| Evento         | Ouro                  | Ouro      | Prata                | Prata     | Bronze                | Bronze    |
| 5 km detalhes  | SUI Swann Oberson     | 1:00:39.7 | FRA Aurelie Muller   | 1:00:40.1 | USA Ashley Twichell   | 1:00:40.2 |
| 10 km detalhes | GBR Keri-Anne Payne   | 2:01:58.1 | ITA Martina Grimaldi | 2:01:59.9 | GRE Marianna Lymperta | 2:02:01.8 |
| 25 km detalhes | BRA Ana Marcela Cunha | 5:29:22.9 | GER Angela Maurer    | 5:29:25.0 | ITA Alice Franco      | 5:29:30.8 |

Equipe
| Evento        | Ouro                                                        | Ouro    | Prata                                                | Prata   | Bronze                                                 | Bronze  |
| 5 km detalhes | USA Estados Unidos Andrew Gemmell Sean Ryan Ashley Twichell | 57:00.6 | AUS Austrália Melissa Gorman Rhys Mainstone Ky Hurst | 57:01.8 | GER Alemanha Jan Wolfgarten Thomas Lurz Isabelle Härle | 57:44.2 |